# Mazapiles
Los mazapiles o guachichiles de mazapil fueron un pueblo indígena del norte del estado de Zacatecas; en el municipio de Mazapil, famosos por ser de las pocas tribus chichimecas en practicar la antropofagia (canibalismo) de una manera generalizada. Pedro de Ahumada Sámano, explorador y minero novohispano dirigió las incursiones en su territorio.

## Costumbres
Entre las costumbres de este grupo destacan las crueles torturas de sus prisioneros de guerra, los cuales posteriormente se comían. Exploradores citaron haber encontrado un valle donde escondían objetos robados a los españoles, donde también dijeron haber visto miles de guerreros armados con lanzas y arcos los cuales bebían agua en los cráneos de sus víctimas y utilizaban los huesos para fabricar herramientas.
Su dieta principalmente se basaba en ingerir carne y granos.